# مین (خواننده)
لی مین-یونگ (به کره‌ای: 이민영) (زاده ۲۱ ژوئن ۱۹۹۱) که بیشتر با نام هنری مین (به کره‌ای: 민) شناخته می‌شود، شخصیت تلویزیونی خواننده، ترانه سرا و بازیگر کره جنوبی است. او عضو گروه میس ای بوده است.